# Bilderbergconferentie 1966
De Bilderbergconferentie van 1966 werd gehouden van 25 tot en met 27 maart 1966 in Wiesbaden, Duitsland.

## Agenda
- Should NATO be reorganized, and if so how? (Moet de NAVO worden gereorganiseerd en zo ja hoe?)
- The future of world economic relations especially between industrial and developing countries (De toekomst van relaties in de wereldeconomie, in het bijzonder tussen industriële landen en ontwikkelingslanden)

## Nederlandse deelnemers
- Nederland - Prins Bernhard, prins-gemaal, Nederland, voorzitter
- Nederland - Ernst van der Beugel, Nederlands emeritus hoogleraar Internationale Betrekkingen RU Leiden
- Nederland - Jan Tinbergen, hoogleraar economie Erasmus Universiteit Rotterdam
- Nederland - Jelle Zijlstra, destijds lid van de Eerste Kamer, later president van De Nederlandsche Bank

1954 ·
1955 (1) ·
1955 (2) ·
1956 ·
1957 (1) ·
1957 (2) ·
1958 ·
1959 ·
1960 ·
1961 ·
1962 ·
1963 ·
1964 ·
1965 ·
1966 ·
1967 ·
1968 ·
1969 ·
1970 ·
1971 ·
1972 ·
1973 ·
1974 ·
1975 ·
(1976) ·
1977 ·
1978 ·
1979 ·
1980 ·
1981 ·
1982 ·
1983 ·
1984 ·
1985 ·
1986 ·
1987 ·
1988 ·
1989 ·
1990 ·
1991 ·
1992 ·
1993 ·
1994 ·
1995 ·
1996 ·
1997 ·
1998 ·
1999 ·
2000 ·
2001 ·
2002 ·
2003 ·
2004 ·
2005 ·
2006 ·
2007 ·
2008 ·
2009 ·
2010 ·
2011 ·
2012 ·
2013 ·
2014 ·
2015 ·
2016 ·
2017 ·
2018 ·
2019 ·
2020 ·
2021 ·
2022 ·
2023